# Visitação (Ghirlandaio)
Visitação, ou  Visitazione, em italiano, é uma pintura a têmpera sobre madeira de Domenico Ghirlandaio, pintado em 1491, com 172×165 cm de dimensão e exposto actualmente no Museu do Louvre de Paris.

## Descrição e estilo
O episódio da Visitação em que se encontram Maria e Santa Isabel que se abraçam reconhecendo os milagres do Espírito Santo que as relacionam, uma sendo mãe ainda virgem, a outra estando grávida sendo idosa, é enquadrado no pano de fundo de um arco grandioso à moda antiga, o que dá solenidade à composição, e amplitude graças à abertura paisagística ao centro. Isabel, com um volumoso manto amarelo, presta homenagem à jovem Maria ajoelhando-se, e esta devolve o gesto dobrando-se humildemente. O encontro está cheio de sugestões psicológicas cuidadosamente estudadas, do afecto entre as mulheres, intuido no seu contato físico e visual, na suave submissão de Isabel, no recolhimento e serena apreensão de Maria.
Os detalhes decorativos são muito cuidados, con especial atenção à refração da luz que o mestre aprendeu estudando obras flamengas em Florença, ao dourado do friso incrustado com pérolas e conchas (referências à pureza de Maria e ao seu papel de "Nova Vénus"), ao véu transparente de Maria, até à pregadeira de ouro com pérolas e um rubi no centro (referência ao sangue da Paixão de Cristo) que está preso ao peito para segurar o manto.
Existe um desenho no Departamento de desenhos e gravuras da Galleria degli Uffizi para o manto de Maria, testemunho do estudo acurado sobre a pose e a roupagem da figura.

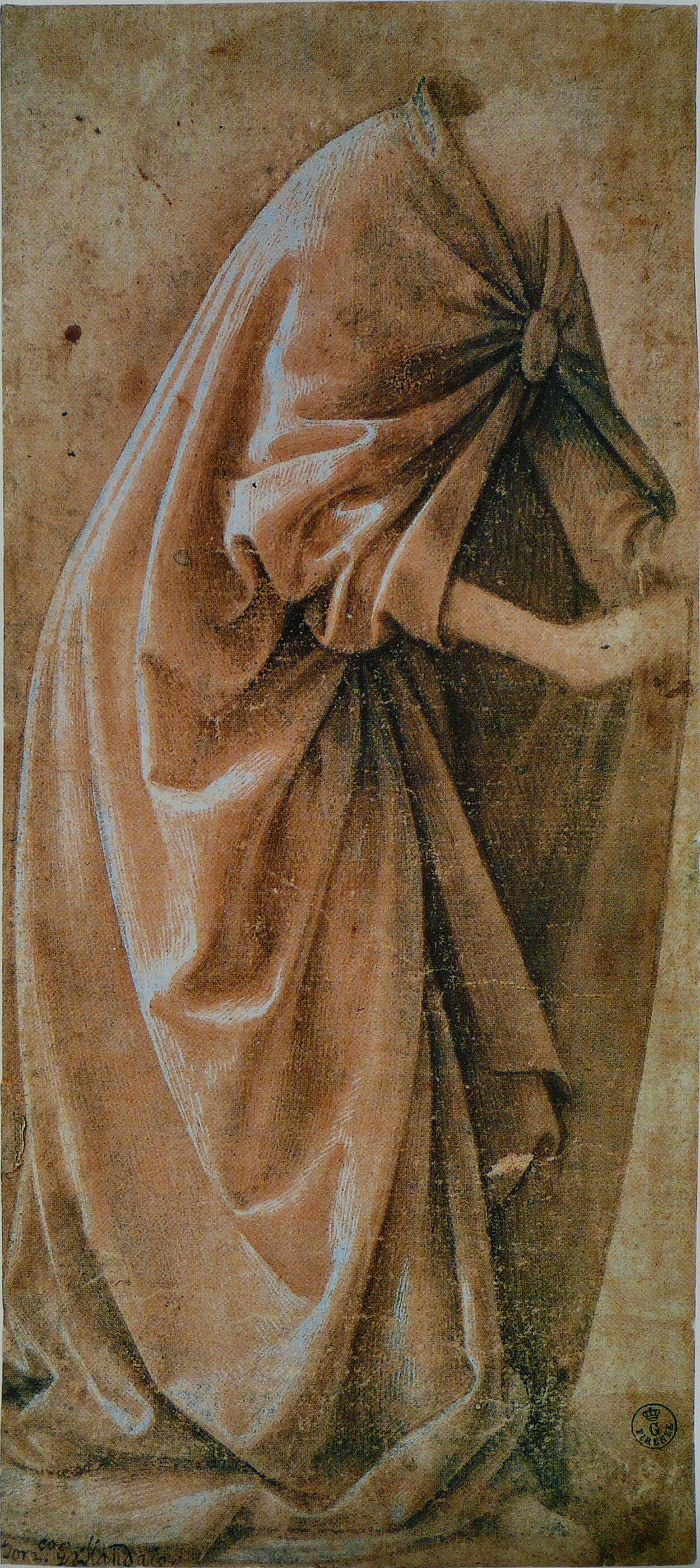
Estudo para a Visitação, Uffizi

As duas mulheres que estão ao lado são, como descrito pelas inscrições no arco, Maria de Cleófas e Salomé, cuja presença remete para a crucificação e ressurreição de Jesus. Salomé que se aproxima com as mãos juntas tem um vestido luminoso e ondeante que é uma nova citação da obra Tondo Bartolini de Filippo Lippi, que foi a inspiração para numerosas figuras graciosas em obras de Ghirlandaio, Botticelli e outros. A borda que corta uma parte das figuras laterais dá à cena uma forma dinâmica e moderna. Algumas diferenças estilísticas nas figuras testemunham o trabalho de assistentes da oficina, talvez o de Sebastiano Mainardi.
No canto inferior direito do arco lê-se a data: MCCCCLXXXXI (1491). A cidade no fundo enevoado parece ser uma re-elaboração de Roma, já que inclui um arco triunfal e o Panteão

## História
A obra foi encomendada por Lorenzo Tornabuoni para um altar de que era patrono na igreja florentina dos cistercienses, a Igreja de Santa Maria Madalena dos Pazzi. Encontra-se no Museu do Louvre desde 1812.